# Otto Lohse
Otto Lohse, né le 21 septembre 1858 à Dresde et mort le 5 mai 1925 à Baden-Baden, est un chef d'orchestre et compositeur allemand.

## Biographie
Né à Dresde en 1858, il est d'abord l'élève de Hans Richter pour le piano, de Friedrich Grützmacher pour le violoncelle, ainsi que de Felix Draeseke et Ludwig Wüllner (de) pour la composition au conservatoire de Dresde. Il commence sa carrière de chef d'orchestre à Riga en 1882 où il est premier chef de 1889 à 1893.
En 1893, il vit à Hambourg, où il rencontre et épouse la cantatrice Katharina Klafsky. À l'automne 1896, les époux font partie de la Damrosch Opera Co. de New York. Entre 1897 et 1904, Otto Lohse dirige à l'Opéra de Strasbourg, de 1904 à 1911 à Cologne, en 1911 et 1912 La Monnaie à Bruxelles, de 1912 à 1923 le Théâtre d'État (de) de Leipzig, et enfin de 1923 à 1925 à Baden-Baden. Il compose notamment un opéra, Der Prinz wider Willen, créé à Riga en 1890 et de nombreuses mélodies.